# Finn Olav Gundelach
Finn Olav Gundelach (23 avril 1925 - 13 janvier 1981) est un diplomate danois et commissaire européen. Il est vice-président de la Commission européenne de 1977 à 1981.

## Biographie
Finn Olav Gundelach est diplômé de l'université d'Aarhus en 1951. De 1955 à 1959 il est ambassadeur danois aux Nations unies. En 1959, il est nommé directeur de la branche commerce du GATT et vice directeur de cette même organisation in 1965. Il quitte le GATT en 1967 pour devenir ambassadeur danois auprès des Communautés européennes.
En 1974, il est nommé comme premier commissaire européen danois par le Premier ministre Anker Jørgensen. Il est commissaire jusqu'à sa mort en 1981, d'abord au Marché interieur et à l'Union douanière (Commission Ortoli, jusqu'en 1977), puis à l'Agriculture et à la Pêche (Commission Jenkins, dont il est un des vice-présidents et brièvement Commission Thorn). 